# Sport en Ukraine
Des sports tels que le football et la lutte ont été populaires en Ukraine depuis le XIXe siècle. L'Ukraine a bénéficié de l'accent mis par l'Union Soviétique sur l'éducation physique, et a hérité de nombreux stades, piscines, gymnases et d'autres installations sportives de l'Union Soviétique.

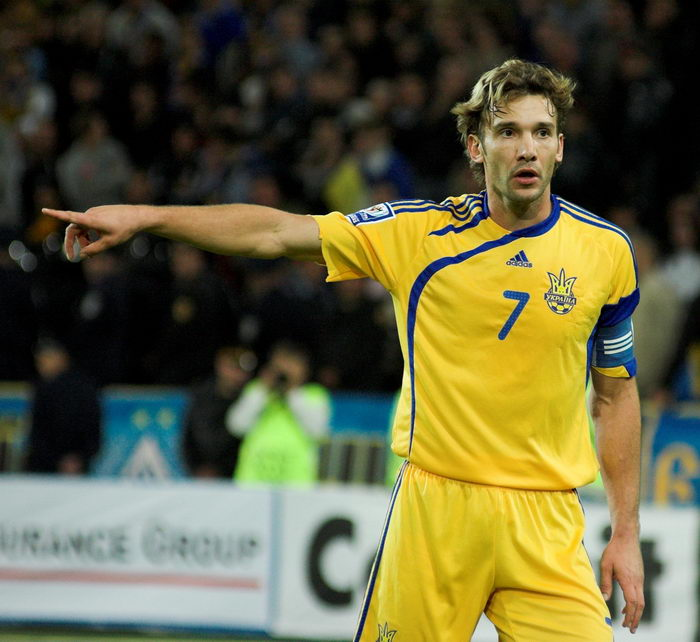
Andriy Chevtchenko, un de meilleurs footballeurs ukrainiens de tous les temps.

## Disciplines

### Basket-ball
L'Ukraine a également une ligue de basket-ball relativement inconnue. Mais les équipes sont encore assez fortes pour le transformer en le championnat de basket-ball d'Eurocup. La ligue ukrainienne supérieure s'appelle Ligue superbe de basket-ball ukrainien. La prochaine ligue supérieure s'appelle le Vyscha Liha. La prochaine ligue la plus forte s'appelle le Persha Liha.

### Boxe
Les deux frères Wladimir Klitschko et Vitali Klitschko sont multiples champions du monde de boxe anglaise.

### Cricket
La fédération ukrainienne de Cricket a pour but de favoriser le jeu du cricket en Ukraine. Il y a beaucoup de clubs de cricket en Ukraine actuellement : Kiev Club de cricket, club de cricket de Kharkiv, club de cricket de la Crimée, club de cricket de Vinnytsya, club de cricket de Ternopil, club de club de cricket de Donetsk et de grillon de Louhansk,.

### Football

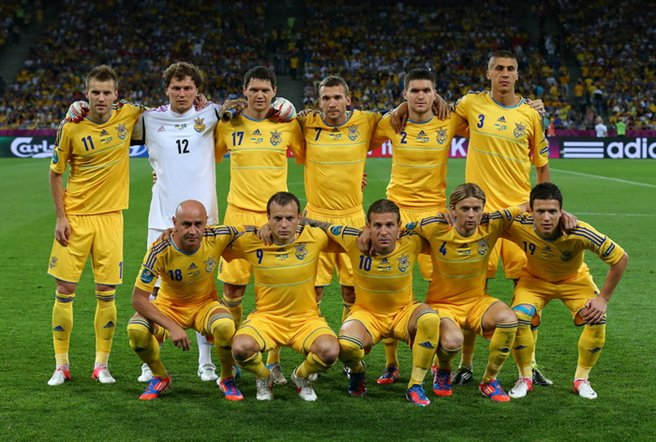
L'Équipe d'Ukraine de football en 2012.

L'Ukraine compte cinq divisions de football. La division 1 se nomme la Prima-Liha (Ligue supérieure). La ligue qui lui est inférieure s'appelle Persha Liha ou Première ligue ukrainienne. Les trois ligues inférieures sont Druha Liha A, Druha Liha B, et Druha Liha C.
Un système de promotion et relégation existe entre chaque division. Les deux derniers clubs de la Vyscha Liha sont relégués en Persha Liha et remplacés par les deux premiers de Persha Liha. Les trois dernières équipes de Persha Liha sont relégués en Druha Liha A et remplacés par les trois premiers de cette division. 
Les vainqueurs de la Ligue supérieure et de la Coupe d'Ukraine disputent la Supercoupe d'Ukraine.
Depuis la création du championnat d'Ukraine en 1992, le Dynamo Kiev qui était le meilleur club de la région ukrainienne sous la période soviétique est logiquement champion plusieurs années de suite (de 1993 à 2001). Mais l'arrivée du riche homme d'affaires milliardaire Rinat Akhmetov en 1996 à la présidence du Chakhtar Donetsk va apporter plus de piment au championnat ukrainien. Ainsi, dans les années 2000, on verra une lutte passionnante pour le titre de champion entre le Dynamo Kiev et le Chakhtar. En effet, depuis le premier titre de champion d'Ukraine de ce dernier en 2001, les deux clubs phares du pays vont se partager 4 titres chacun. Cependant, depuis 2009, le Chakhtar semble avoir pris une nouvelle dimension avec son titre européen et sa politique de recruter des joueurs brésiliens dans le secteur offensif contribue beaucoup à cela. On remarque également que le club du Donbass marque sa suprématie sur le championnat ukrainien depuis le début des années 2010 en glanant 5 titres d'affilée de 2010 à 2014. Il faut attendre 2015 pour que le Dynamo Kiev stoppe la domination du club rival.
Le Championnat ukrainien monte en puissance depuis la fin des années 2000 comme en témoigne leur 7e place au classement UEFA des clubs en 2009, 2010 et 2013, ce qui est leur meilleur classement depuis la création du championnat. Ce positionnement entre la 7e et la 9e place ces dernières années s'explique par le fait que les clubs ukrainiens deviennent de plus en plus compétitifs sur la scène européenne, à l'image de la victoire du Chakhtar Donetsk en Coupe UEFA en 2009 ou de son parcours jusqu'en quarts de finale de la Ligue des Champions en 2011, en ayant éliminé l'AS Roma en huitièmes de finale. 
Quant au principal club rival, le Dynamo Kiev, il écrit les pages les plus dorées de son histoire sur la scène européenne pendant la période soviétique. En effet, le Dynamo remporte deux fois la Coupe des coupes en 1975 et en 1986, la Supercoupe de l'UEFA en 1975 en battant le grand Bayern Munich et dispute des 1/2 finales en Coupe des clubs champions. Depuis l'indépendance de l'Ukraine, le Dynamo n'a plus le même rayonnement en Coupes d'Europe, il est même éclipsé par le Chakhtar depuis 2009, mais il a toutefois disputé les demi-finales de la Ligue des Champions 1998-1999 après avoir écarté le Real Madrid en quart de finale. Les joueurs de Kiev s'inclinent de peu (4-3 sur l'ensemble des deux matches) face au futur vainqueur, le Bayern Munich. A l'heure actuelle, ce brillant parcours européen en 1999 est leur dernier grand fait d'armes en C1, depuis le Dynamo Kiev ne sort plus des poules en Ligue des Champions. En 2008-2009, le club de la capitale s'incline en demi-finales de la Coupe UEFA 2008-2009 face à son rival en championnat, le Chakhtar Donetsk. 
D'ailleurs, cette saison 2008-2009 est très faste pour le football ukrainien, notamment lors de la Coupe UEFA avec la victoire du Chakhtar Donetsk, le Dynamo Kiev demi-finaliste et le Metalist Kharkiv en huitièmes de finale. Ces parcours font entrer l'Ukraine dans le top 8 européen. A l'image du Metalist Kharkiv, des clubs tentent d'exister sur la scène européenne en dehors des deux ogres ukrainiens. 
L'Équipe d'Ukraine apparaît en même temps que le championnat ukrainien en 1992. 
Les premières années sont difficiles mais petit à petit la sélection va monter en puissance à partir de 1996. Pendant cette période, on assiste à l'éclosion d'un jeune talent très prometteur, Andriy Shevchenko, jeune avant-centre du Dynamo Kiev. Les Ukrainiens s'inclinent en barrages pour la Coupe du monde 1998, l'Euro 2000 et la Coupe du monde 2002. 
L'Ukraine joue sa première phase finale dans une grande compétition à l'occasion de la Coupe du monde 2006, où elle atteint les quarts de finale. La sélection possède des joueurs jouant dans des grands clubs européens à l'image du Ballon d'or 2004 Chevtchenko, faisant partie des meilleurs attaquants au monde et Andrej Voronin, attaquant du Bayer Leverkusen. 
Malgré ce bon parcours surprenant, les Ukrainiens peinent à confirmer, ne se qualifiant pas dans les compétitions internationales entre 2006 et 2012. 
L'Ukraine prend plus d'ampleur en co-organisant l'Euro 2012 avec la Pologne. Les Ukrainiens, conduits par Chevtchenko et le joueur du Bayern Munich Anatoly Timochtchouk, sont éliminés dès le premier tour. L'Ukraine échoue de peu en barrages de la Coupe du monde 2014 face à la France, gagnant chez eux au match aller sur le score de 2-0 et mais perdant au retour en France 3-0.

### Rugby

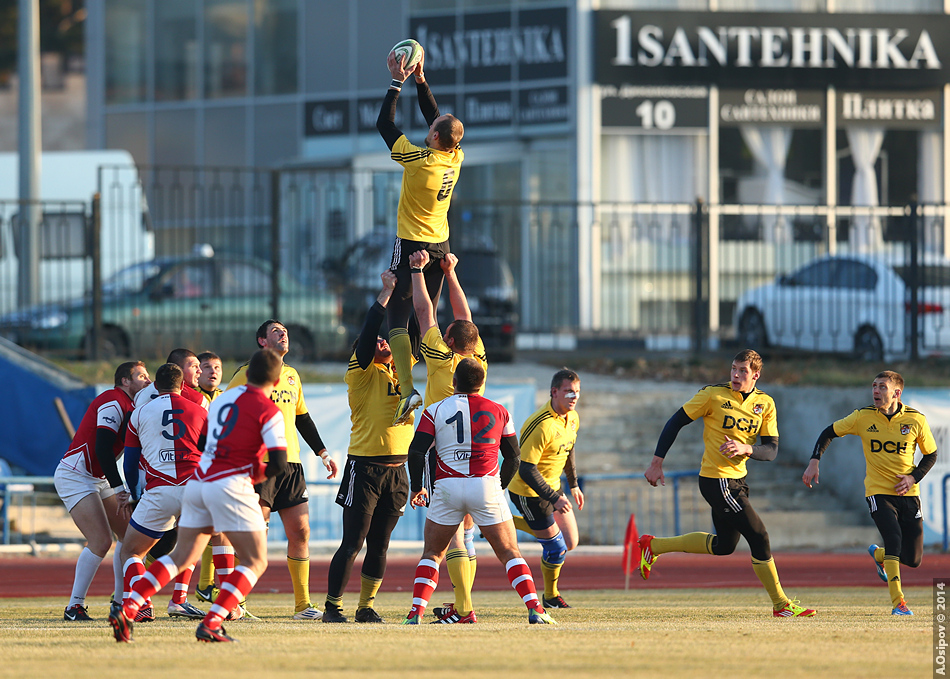
Rencontre de rugby à XV entre les clubs ukrainiens de Olymp (Олімп) et de Kredo-63 (Кредо-63), en 11 2014.

### Tennis
Le tennis ukrainien compte parmi ses tennismen un finaliste en tournoi du Grand Chelem. Il s'agit d'Andreï Medvedev qui atteint la finale de Roland-Garros en 1999. Le joueur ukrainien a remporté quatre tournois classés Super 9 : trois fois Hambourg et une fois Monte-Carlo. Ce joueur qui est réputé pour être un des meilleurs terriens des années 1990 atteint la 4e place mondiale en 1994. 
Aujourd'hui, le meilleur tennisman ukrainien se nomme Alexandr Dolgopolov. Il n'a pas le même poids dans le monde du tennis comme son illustre aîné Medvedev a pu l'avoir, toutefois, le jeune ukrainien s'est classé 13e mondial à son meilleur et il a atteint notamment les quarts de finale de l'Open d'Australie et deux demi-finales en Masters 1000. 

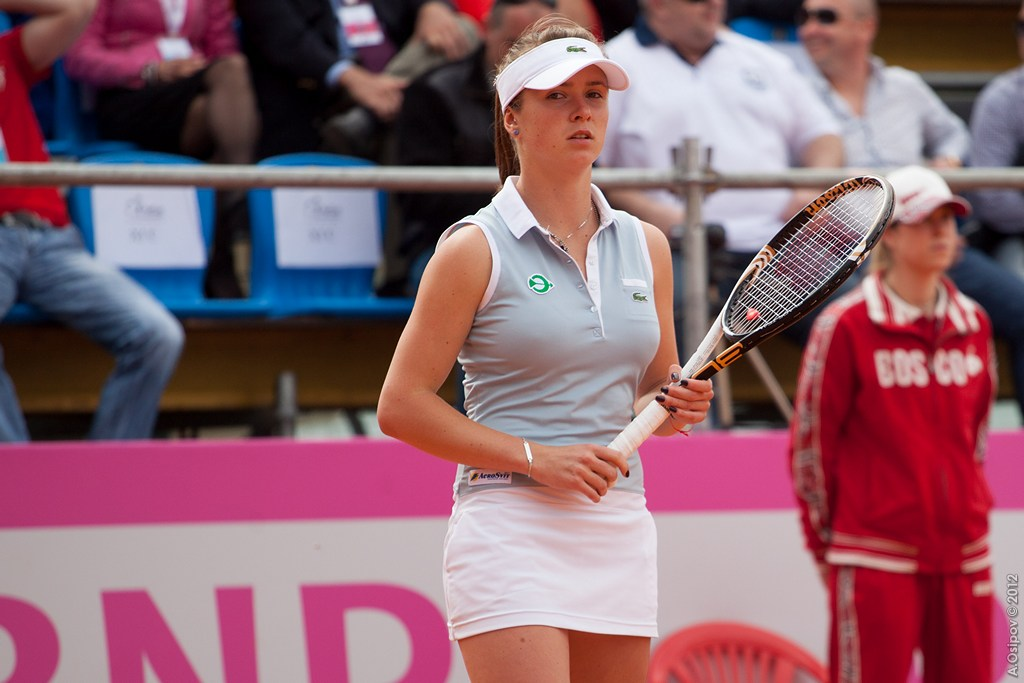
Elina Svitolina.

Chez les dames, quatre joueuses ukrainiennes ont déjà atteint le top 30 mondial. Tout d'abord Natalia Medvedeva, la sœur cadette du grand champion Andreï Medvedev.
Ensuite, Alona Bondarenko et sa sœur Kateryna vont tirer le tennis féminin ukrainien sur le devant de la scène en remportant le double de l'Open d'Australie en 2008. Les deux sœurs auraient pu briller aux Jeux olympiques d'été de 2008 en remportant une médaille, mais elles échouent au pied du podium. En double les Bondarenko atteignent également les demi-finales de Roland-Garros. Kateryna Bondarenko est la première joueuse ukrainienne à atteindre les quarts de finale d'un tournoi du Grand-Chelem en simple à l'US Open de tennis en 2009. 
Elina Svitolina va la rejoindre dans ce club très fermé en atteignant les quarts de finale de Roland-Garros en 2015. Cette jeune joueuse prometteuse, vainqueur de Roland-Garros 2010 et finaliste de Wimbledon en junior, confirme les espoirs placés en elle en atteignant la 15e place mondiale, meilleur classement de tous les temps pour une joueuse ukrainienne. Svitolina a déjà atteint les demi-finales de deux tournois Premier 5, à Wuhan et à Cincinnati.

## Jeux olympiques
L'Ukraine participe régulièrement aux Jeux olympiques que ce soit ceux d'été ou ceux d'hiver. La première participation aux jeux d'hiver date de 1994 et aux jeux d'été date de 1996.
La meilleure performance aux Jeux est lors des Jeux olympiques d'été de 1996 où l'Ukraine se hisse à la 9e position du tableau des médailles avec un total de 23 médailles dont 9 en or.